# AK-74
1974년형 칼라시니코프 자동소총(러시아어: Автомат Калашникова образца 1974; АК-74 압따마뜨 칼라시니코바 아브라즈짜 띠샤차 데뱌띠소뜨 셈데샤뜨 체띠레; 아카 셈데샤뜨 체띠레[*])은 소련의 돌격소총이다. 1974년에 개발되었다. AK-47은 7.62 x 39 mm탄을 사용하는 데 반해, AK-74는 소구경 고속탄인 5.45 x 39 mm 탄을 사용한다.

## 설계
AKM과 비슷하지만, 부품 수가 약간 늘어났으며 소염기와 사용탄 , 연사속도에 차이가 있다.

## 사용탄
AK-74는 5.45 x 39 mm 탄을 사용한다. 7N6, 7N10, 7N40, 7U1 등의 탄환이 장전된다.
RPK-74용 탄창도 사용 가능하다.
그 외의 5.45 x 39 mm 탄을 이용하는 화기의 탄창은 대부분 호환된다.

## 변형
북한 88식 소총은 AK-74와 AK-74M의 복제품이다.

### AKS-74
접철식 개머리판을 가진 파생형이다. 공수부대나 전차병에게 지급되었으며, AKS-74U의 원본이다.

### AKS-74U
AKS-74의 단축형으로, 기관단총 급의 짧은 길이와 소총탄의 화력을 가져 소련군 특수부대에서 사용되었다. 현재는 전차병이나 경비대 등에서 사용하고 있다.

### AK-74M
기존의 목제 재질이 폴리머로 변경되었고, AKS-74N처럼 사이드 마운트가 장착되어 생산되고, 개머리판이 접힌다. 사이드마운트로 인해 접이식 개머리판에 홈이 파였다. 1991년에 개발되었다.

## 대중문화
- PC 게임 《S.T.A.L.K.E.R.》에서 군대를 포함해 거의 대부분 스토커들이 주력으로 사용하는 무기이다.
- PC 게임 《메트로 2033》에도 등장한다
- PC 게임 《배틀필드 3》에서 '돌격병'의 기본언락으로 등장한다.
- 비디오 게임 《Tom Clancy's Rainbow Six : seige》에서 신규 오퍼레이터 "Nomad"의 주력무기로 등장한다.
- PC게임 《Escape From Tarkov》에서 적은 반동, 쉬운개조와 낮은 희귀성으로 누구에게나 사랑받는 총기로 위치해있다.

## 같이 보기
- AK-47
- AK-101
- AK-103
- AEK-971